# TFF 1. Lig 2018/19
Die Spor Toto 1. Lig 2018/19 war die 56. Spielzeit der zweithöchsten türkischen Spielklasse im Fußball der Männer. Sie begann am 10. August 2018 mit dem 1. Spieltag und endete mit dem Play-off-Finale am 30. Mai 2019.

## Teilnehmer
Zu Saisonbeginn waren zu den von der vorherigen Saison verbleibenden 12 Mannschaften, die drei Absteiger aus der erstklassigen Süper Lig Gençlerbirliği Ankara, Osmanlıspor FK, Kardemir Karabükspor und die drei Aufsteiger aus der drittklassigen TFF 2. Lig Altay İzmir, Hatayspor, Afjet Afyonspor hinzugekommen.
Der Erstligaabsteiger Gençlerbirliği Ankara kehrte damit nach 29-jähriger Erstligazugehörigkeit wieder in die 1. Lig zurück, wohingegen Osmanlıspor FK nach dreijähriger und Kardemir Karabükspor nach zweijähriger Erstligazugehörigkeit wieder an der zweithöchsten türkischen Spielklasse teilnahmen. Der Aufsteiger Altay İzmir kehrte als Drittligameister nach siebenjähriger, Hatayspor als Drittligameister nach 16-jähriger Pause zurück, während Afjet Afyonspor als Play-off-Sieger der TFF 2. Lig zum ersten Mal in seiner Vereinshistorie in die 1. Lig aufstieg.
| Adanaspor, Adana Demirspor |

| Afjet Afyonspor |

| Altay, Altınordu |

| Balıkesirspor |

| Boluspor |

| Denizlispor |

| Elazığspor |

| Eskişehirspor |

| Gazişehir Gaziantep FK |

| Gençlerbirliği Osmanlıspor FK |

| Giresunspor |

| Hatayspor |

| İstanbulspor, Ümraniyespor |

| Kardemir Karabükspor |

## Statistiken

### Abschlusstabelle
| Pl. | Verein                     | Sp. | S  | U  | N  | Tore    | Diff. | Punkte |
| --- | -------------------------- | --- | -- | -- | -- | ------- | ----- | ------ |
| 1.  | Denizlispor                | 34  | 21 | 9  | 4  | 067:320 | +35   | 72     |
| 2.  | Gençlerbirliği Ankara (A)  | 34  | 22 | 4  | 8  | 050:280 | +22   | 70     |
| 3.  | Hatayspor (N)              | 34  | 19 | 10 | 5  | 057:220 | +35   | 67     |
| 4.  | Osmanlıspor FK (A)         | 34  | 19 | 5  | 10 | 049:260 | +23   | 62     |
| 5.  | Gazişehir Gaziantep FK     | 34  | 17 | 8  | 9  | 060:310 | +29   | 59     |
| 6.  | Adana Demirspor            | 34  | 17 | 7  | 10 | 050:360 | +14   | 58     |
| 7.  | Altınordu Izmir            | 34  | 16 | 9  | 9  | 050:330 | +17   | 57     |
| 8.  | Ümraniyespor               | 34  | 14 | 11 | 9  | 044:370 | +7    | 53     |
| 9.  | Boluspor                   | 34  | 14 | 7  | 13 | 041:410 | ±0    | 49     |
| 10. | Altay İzmir (N)            | 34  | 12 | 11 | 11 | 052:400 | +12   | 47     |
| 11. | İstanbulspor               | 34  | 10 | 13 | 11 | 045:460 | −1    | 43     |
| 12. | Adanaspor                  | 34  | 9  | 10 | 15 | 041:490 | −8    | 37     |
| 13. | Giresunspor                | 34  | 8  | 12 | 14 | 032:410 | −9    | 36     |
| 14. | Eskişehirspor              | 34  | 9  | 8  | 17 | 044:660 | −22   | 35     |
| 15. | Balıkesirspor 4            | 34  | 11 | 7  | 16 | 036:450 | −9    | 34     |
| 16. | Afjet Afyonspor (N)        | 34  | 7  | 9  | 18 | 038:550 | −17   | 30     |
| 17. | Elazığspor                 | 34  | 6  | 7  | 21 | 038:640 | −26   | 25     |
| 18. | Kardemir Karabükspor (A) 4 | 34  | 0  | 3  | 31 | 010:112 | −102  | 0      |

Platzierungskriterien: 1. Punkte – 2. Direkter Vergleich (Punkte, Tordifferenz, geschossene Tore) – 3. Tordifferenz – 4. geschossene Tore

| (A) | Absteiger aus der Süper Lig 2017/18 |
| (N) | Neuling aus der TFF 2. Lig 2017/18  |

### Kreuztabelle
Die Kreuztabelle stellt die Ergebnisse aller Spiele dieser Saison dar. Die Heimmannschaft ist in der linken Spalte, die Gastmannschaft in der oberen Zeile aufgelistet.
| 2018/19                | Denizlispor | Genclerbirligi Ankara | Hatayspor | OSM | GFK | Adana Demirspor | Altınordu Izmir | Ümraniyespor | Boluspor | Altay İzmir | İstanbulspor | Adanaspor | Giresunspor | Eskişehirspor | Balıkesirspor | AFY | Elazığspor | Kardemir Karabükspor |
| ---------------------- | ----------- | --------------------- | --------- | --- | --- | --------------- | --------------- | ------------ | -------- | ----------- | ------------ | --------- | ----------- | ------------- | ------------- | --- | ---------- | -------------------- |
| Denizlispor            |             | 0:0                   | 0:0       | 0:2 | 0:1 | 5:1             | 1:0             | 0:0          | 0:0      | 3:3         | 1:0          | 4:2       | 3:2         | 4:1           | 0:0           | 3:0 | 3:0        | 6:0                  |
| Gençlerbirliği Ankara  | 0:3         |                       | 1:0       | 0:2 | 2:1 | 1:2             | 0:2             | 2:1          | 1:1      | 1:0         | 1:0          | 0:0       | 1:0         | 5:0           | 1:0           | 1:0 | 3:1        | 6:0                  |
| Hatayspor              | 1:1         | 3:1                   |           | 0:0 | 0:1 | 1:1             | 1:1             | 0:1          | 2:0      | 1:1         | 1:0          | 4:1       | 1:0         | 4:0           | 3:0           | 2:0 | 3:1        | 3:1                  |
| Osmanlıspor FK         | 0:2         | 0:1                   | 1:3       |     | 0:1 | 1:0             | 0:1             | 0:0          | 3:1      | 3:1         | 1:0          | 3:1       | 0:1         | 2:4           | 1:0           | 3:2 | 1:1        | 3:0                  |
| Gazişehir Gaziantep FK | 0:1         | 0:2                   | 2:0       | 2:3 |     | 0:1             | 1:0             | 0:0          | 1:0      | 3:0         | 1:1          | 4:1       | 2:2         | 1:1           | 0:2           | 1:0 | 2:0        | 6:1                  |
| Adana Demirspor        | 0:1         | 2:3                   | 3:0       | 0:0 | 3:2 |                 | 3:0             | 3:1          | 4:1      | 2:2         | 2:2          | 1:1       | 1:1         | 4:0           | 2:0           | 1:0 | 0:1        | 1:0                  |
| Altınordu Izmir        | 4:0         | 1:2                   | 2:2       | 0:3 | 1:0 | 0:1             |                 | 1:2          | 3:0      | 2:1         | 1:1          | 2:0       | 0:0         | 2:0           | 1:0           | 1:1 | 3:2        | 6:0                  |
| Ümraniyespor           | 3:0         | 0:2                   | 0:0       | 0:1 | 1:2 | 2:1             | 0:0             |              | 1:0      | 2:3         | 1:3          | 2:1       | 2:0         | 2:2           | 2:0           | 2:1 | 2:1        | 3:0                  |
| Boluspor               | 1:2         | 0:1                   | 1:4       | 1:0 | 1:0 | 2:3             | 1:1             | 3:1          |          | 0:0         | 2:1          | 0:1       | 1:1         | 3:2           | 1:0           | 1:1 | 3:0        | 4:0                  |
| Altay İzmir            | 1:3         | 0:1                   | 1:1       | 0:1 | 1:1 | 3:0             | 1:2             | 1:0          | 1:0      |             | 1:1          | 2:2       | 0:1         | 2:1           | 1:0           | 1:1 | 4:0        | 4:0                  |
| İstanbulspor           | 2:5         | 2:0                   | 0:3       | 1:0 | 2:2 | 2:0             | 0:1             | 1:1          | 1:3      | 0:5         |              | 1:1       | 3:1         | 2:1           | 3:0           | 4:3 | 2:2        | 1:0                  |
| Adanaspor              | 3:4         | 0:1                   | 0:0       | 1:4 | 1:1 | 0:0             | 1:2             | 1:2          | 1:2      | 2:3         | 1:1          |           | 1:1         | 2:0           | 2:1           | 0:2 | 1:1        | 4:0                  |
| Giresunspor            | 0:3         | 0:1                   | 0:3       | 0:2 | 1:5 | 1:0             | 3:1             | 1:1          | 3:1      | 1:2         | 0:0          | 0:1       |             | 3:1           | 0:0           | 0:1 | 2:0        | 4:0                  |
| Eskişehirspor          | 1:1         | 3:2                   | 0:3       | 1:0 | 0:0 | 1:2             | 2:4             | 2:2          | 1:1      | 1:0         | 1:0          | 0:3       | 0:0         |               | 2:2           | 3:1 | 3:1        | 2:0                  |
| Balıkesirspor          | 0:0         | 3:1                   | 0:3       | 0:3 | 1:2 | 2:1             | 0:0             | 0:1          | 0:1      | 2:1         | 1:5          | 1:0       | 1:1         | 3:1           |               | 2:1 | 3:1        | 7:1                  |
| Afjet Afyonspor        | 1:3         | 0:0                   | 1:2       | 0:0 | 1:4 | 0:2             | 1:3             | 2:2          | 0:1      | 1:1         | 1:1          | 0:3       | 3:2         | 2:1           | 1:1           |     | 0:4        | 5:0                  |
| Elazığspor             | 1:2         | 1:2                   | 0:1       | 1:2 | 0:5 | 0:2             | 2:1             | 3:3          | 1:2      | 1:1         | 1:1          | 0:1       | 0:0         | 3:2           | 1:2           | 0:1 |            | 4:0                  |
| Kardemir Karabükspor   | 2:3         | 0:4                   | 0:2       | 0:4 | 1:6 | 0:1             | 1:1             | 0:1          | 0:2      | 0:4         | 1:1          | 0:1       | 0:0         | 0:4           | 1:2           | 0:4 | 1:3        |                      |

### Torschützenliste
Bei gleicher Anzahl von Treffern sind die Spieler alphabetisch nach Nachnamen bzw. Künstlernamen sortiert.
| Rang                | Name               | Mannschaft            | Tore | davon 11 m |
| ------------------- | ------------------ | --------------------- | ---- | ---------- |
| 01.                 | Marco Paixão       | Altay Izmir           | 29   | 5          |
| 02.                 | Mickaël Poté       | Adana Demirspor       | 16   | 4          |
| 03.                 | Mehmet Akyüz       | Denizlispor           | 15   | 3          |
| 04.                 | Oltan Karakullukçu | Afjet Afyonspor       | 14   | 3          |
| 05.                 | Recep Niyaz        | Denizlispor           | 12   | 0          |
| 06.                 | Nadir Çiftçi       | Gençlerbirliği Ankara | 11   | 2          |
| 06.                 | Abiola Dauda       | Giresunspor           | 11   | 3          |
| 06.                 | İbrahim Yılmaz     | İstanbulspor          | 11   | 0          |
| 09.                 | Ziya Alkurt        | Denizlispor           | 10   | 0          |
| 09.                 | Lanre Kehinde      | Denizlispor           | 10   | 0          |
| Stand: 31. Mai 2019 |                    |                       |      |            |

## Play-offs
Während der Play-off-Spiele kam der Videobeweis, wie bereits in den Play-offs der Vorsaison, als zusätzliche Unterstützung für die Schiedsrichter zum Einsatz.
Halbfinale
- Hinspiele: 22. Mai 2019
- Rückspiele: 26. Mai 2019

|                        | Gesamt          |                | Hinspiel | Rückspiel |
| ---------------------- | --------------- | -------------- | -------- | --------- |
| Gazişehir Gaziantep FK | 2:2 (9:8 i. E.) | Osmanlıspor FK | 2:0      | 0:2 n. V. |
| Adana Demirspor        | 2:3             | Hatayspor      | 0:0      | 2:3       |

Finale
| Paarung                | Hatayspor – Gazişehir Gaziantep FK |
| Ergebnis               | 1:1 n. V., 3:5 i. E. |
| Datum                  | 30. Mai 2019 um 21:45 Uhr |
| Stadion                | Başakşehir Fatih Terim Stadı, Istanbul |
| Schiedsrichter         | Cüneyt Çakır (Istanbul) |
| Tore                   | 0:1 Gökhan Alsan (45.) 1:1 Mirkan Aydın (82.) Elfmeterschießen: 0:1 Rydell Poepon 1:1 Mesut Çaytemel 1:2 Jefferson Nogueira Júnior 2:2 Mirkan Aydın 2:3 Kerim Avcı 3:3 Dmytro Korkishko 3:4 Mehmet Erdem Uğurlu 3:4 Gökhan Karadeniz 3:5 Ahmet Kesim                                                  |
| Hatayspor              | Akın Alkan – Sadi Karaduman, Yusuf Abdioğlu, Mesut Çaytemel, Mehmet Dingil (46. Hamza Gür), Sadio Diallo (115. Tom), Kubilay Sönmez (79. Dmytro Korkishko), Gökhan Karadeniz, Caner Hüseyin Bağ, Selim Ilgaz (99. Bakary Nimaga), Mirkan Aydın Cheftrainer: İlhan Palut                               |
| Gazişehir Gaziantep FK | Günay Güvenç – Uğur Arslan Kuru (95. Ahmet Kesim), Yalçın Kılınç, Prince Segbefia (114. Kerim Avcı), Oğulcan Çağlayan, Gökhan Alsan (99. Jefferson Nogueira Júnior), Mehmet Erdem Uğurlu, Oğuz Ceylan, Rydell Poepon, Theódór Elmar Bjarnason, Erhan Çelenk (81. Igor) Cheftrainer: Mehmet Altıparmak |
| Gelbe Karten           | Mesut Çaytemel (69.), Yusuf Abdioğlu (80.) – Rydell Poepon (59.), Erhan Çelenk (63.), Oğuz Ceylan (67.) |
| Besonderheiten         | Gazişehir Gaziantep FK ist als Sieger in die Süper Lig aufgestiegen. |

## Trainer
| Verein          | Trainer             | im Amt seit  |
| --------------- | ------------------- | ------------ |
| Adana Demirspor | Mehmet Altıparmak   | 21. Spieltag |
| Adanaspor       | Eyüp Arın           | 23. Spieltag |
| Afjet Afyonspor | Yusuf Şimşek        | 22. Spieltag |
| Altay İzmir     | Sait Karafırtınalar | 20. Spieltag |
| Altınordu Izmir | Hüseyin Eroğlu      | 1. Spieltag  |
| Balıkesirspor   | Giray Bulak         | 1. Spieltag  |
| Boluspor        | Orhan Kaynak        | 20. Spieltag |
| Denizlispor     | Yücel İldiz         | 9. Spieltag  |
| Elazığspor      | Mustafa Aksu        | 27. Spieltag |

| Verein                 | Trainer           | im Amt seit  |
| ---------------------- | ----------------- | ------------ |
| Eskişehirspor          | Fuat Çapa         | 1. Spieltag  |
| Gazişehir Gaziantep FK | Mehmet Altıparmak | 9. Spieltag  |
| Gençlerbirliği Ankara  | İbrahim Üzülmez   | 25. Spieltag |
| Giresunspor            | Erkan Sözeri      | 31. Spieltag |
| Hatayspor              | İlhan Palut       | 1. Spieltag  |
| Kardemir Karabükspor   | İlhan Özer        | 26. Spieltag |
| İstanbulspor           | Tamer Avcı        | 27. Spieltag |
| Osmanlıspor FK         | Osman Özköylü     | 12. Spieltag |
| Ümraniyespor           | Ahmet Taşyürek    | 16. Spieltag |

## Die Meistermannschaft von Denizlispor
| 1. | Denizlispor |
|    | - Tor: Adam Stachowiak (32 Spiel/kein Tor); Asil Kaan Güler (2/-); Hüseyin Altıntaş (-/-) - Abwehr:Kerem Can Akyüz (32/1); Kerem Can Akyüz (32/2); Alperen Babacan (30/2); Taha Can Velioğlu (12/1); Gökhan Süzen (17/-); Oğuz Yılmaz (10/-); Furkan Şeker (15/-); Cenk Güvenç (1/-)1 - Mittelfeld: Recep Niyaz (33/12); Ziya Alkurt (28/10); Ismaïl Aissati (33/3); Marc Kibong Mbamba (21/-); Burak Altıparmak (27/-); Muhammed Himmet Ertürk (14/-); Tonia Tisdell (10/-)1; Cihan Özkaymak (5/-)1; Mehmet Taş (2/-)1 - Angriff: Mehmet Akyüz (34/15); Burak Çalık (32/9); Lanre Kehinde (15/10); Seddar Karaman (11/-); Bilal Ould-Chikh (-/-); - Trainer: Yücel İldiz 1Cenk Güvenç, Cihan Özkaymak, Mehmet Taş und Tonia Tisdell bestritten nur die erste Saisonhälfte |